# Volleybalvereniging Capelle Nieuwerkerk (maschile)
Il Volleybalvereniging Capelle Nieuwerkerk è una società pallavolistica maschile olandese, con sede a Capelle aan den IJssel: milita nel campionato olandese di Topdivisie.

## Palmarès
- Coppa dei Paesi Bassi: 1

1994-95